# Sotheby's
Sotheby's é uma sociedade de vendas por leilão com sede na cidade de Londres. A sua primeira venda foi em 11 de Março de 1744.

## Brasil
No Brasil, a Sotheby’s tem escritórios em cidade de São Paulo, cidade do Rio de Janeiro, Florianópolis, Campo Grande.
No Brasil a Sotheby's opera apenas com imóveis de luxo, não operando com artes e leilões em geral como em Londres e Nova York.